# Fu’ad al-Dżamil
Mahmud Fu’ad al-Dżamil (arab. محمود فؤاد الجميل, ur. w 1897 roku) – egipski piłkarz, uczestnik Igrzysk Olimpijskich 1924.
Zawodnik wystąpił w obydwu spotkaniach, jakie reprezentacja Egiptu rozegrała na turnieju piłkarskim podczas igrzysk w 1924 roku, wygranym 3:0 meczu II rundy (1/8 finału) z Węgrami i przegranym 0:5 ćwierćfinale ze Szwecją.